# EIF4A2
EIF4A2 (англ. Eukaryotic translation initiation factor 4A2) – білок, який кодується однойменним геном, розташованим у людей на короткому плечі 3-ї хромосоми.  Довжина поліпептидного ланцюга білка становить 407 амінокислот, а молекулярна маса — 46 402.
| 10         |  | 20         |  | 30         |  | 40         |  | 50         |
| ---------- |  | ---------- |  | ---------- |  | ---------- |  | ---------- |
| MSGGSADYNR |  | EHGGPEGMDP |  | DGVIESNWNE |  | IVDNFDDMNL |  | KESLLRGIYA |
| YGFEKPSAIQ |  | QRAIIPCIKG |  | YDVIAQAQSG |  | TGKTATFAIS |  | ILQQLEIEFK |
| ETQALVLAPT |  | RELAQQIQKV |  | ILALGDYMGA |  | TCHACIGGTN |  | VRNEMQKLQA |
| EAPHIVVGTP |  | GRVFDMLNRR |  | YLSPKWIKMF |  | VLDEADEMLS |  | RGFKDQIYEI |
| FQKLNTSIQV |  | VLLSATMPTD |  | VLEVTKKFMR |  | DPIRILVKKE |  | ELTLEGIKQF |
| YINVEREEWK |  | LDTLCDLYET |  | LTITQAVIFL |  | NTRRKVDWLT |  | EKMHARDFTV |
| SALHGDMDQK |  | ERDVIMREFR |  | SGSSRVLITT |  | DLLARGIDVQ |  | QVSLVINYDL |
| PTNRENYIHR |  | IGRGGRFGRK |  | GVAINFVTEE |  | DKRILRDIET |  | FYNTTVEEMP |
| MNVADLI    |  |            |  |            |  |            |  |            |

A: Аланін

C: Цистеїн

D: Аспарагінова кислота

E: Глутамінова кислота

F: Фенілаланін

G: Гліцин

H: Гістидин

I: Ізолейцин

K: Лізин

L: Лейцин

M: Метіонін

N: Аспарагін

P: Пролін

Q: Глутамін

R: Аргінін

S: Серин

T: Треонін

V: Валін

W: Триптофан

Кодований геном білок за функціями належить до гідролаз, геліказ, факторів ініціації, фосфопротеїнів. 
Задіяний у таких біологічних процесах як взаємодія хазяїн-вірус, біосинтез білка, поліморфізм, альтернативний сплайсинг. 
Білок має сайт для зв'язування з АТФ, нуклеотидами, РНК. 